# III. Arnuvandasz hettita király
III. Arnuvandasz hettita király (ar-nu/ma(-u/u̯)-an-da(-an), normalizált alakja Arnuwanda) egy bizonytalan időszak végén a meggyengült Hettita Birodalom uralkodója lett. Azon kívül, hogy III. Tudhalijasz fia és I. Tukulti-Ninurta kortársa, nem sokat tudunk róla. Általában két év uralkodást tételeznek fel, de a nevét viselő hattuszaszi maradványok sokasága ennél hosszabb uralkodási idő feltételezését is megengedi.
Nem tudni, hogy közvetlenül apját követte-e a trónon, vagy közöttük volt-e Kuruntijasz. Azt sem tudni, hogy az utóbbi esetben milyen módon kerekedett Kuruntijasz fölé, és lett végül uralkodó.
Jelenleg egyetlen forrásunk van uralkodásának idejéről, amely egy levél Ugarit királyának, VI. Ibiranunak. Ibiranu apja, III. Ammistamru halálakor átvette a város vezetését, majd megfeledkezett a hettita nagykirály elé járulásról. III. Arnuvandasz felszólította, hogy legalább egy követet küldjön. Nyilvánvaló a hettita tekintély hanyatlása, és ez odáig ment, hogy Ibiranu a katonai kötelezettségeit sem teljesítette, amelyet Arnuvandasz szintén tudomásul vett.
Arnuvandaszt ismeretlen okokból, időpontban és körülmények között öccse, II. Szuppiluliumasz követte a trónon.

## Külső hivatkozások
- Hittites.info

| Előző uralkodó: Kuruntijasz | hettita király i. e. 1209 – i. e. 1207 | Következő uralkodó: II. Szuppiluliumasz |